# Євтидем I
Євтидем I Теос (грец. Ευθύδημος Α' Θεός) — правитель Греко-Бактрійського царства, засновник династії Євтидемідів.

## Життєпис
Мав греко-йонійське походження, народився у місті Магнесія-на-Меандрі.
Діодор Сицилійський у своїй «Історичній бібліотеці» зазначав, що Євтидем був онуком Софіта — другорядного еллінізованого індійського володаря, який правив десь у регіоні Паропамісади. Під час індійської кампанії Селевка I Софіт визнав його владу й почав карбувати монети, що імітували сюжет монет Селевка. До володінь Софіта входило місто Сангала, що згодом стало столицею індо-грецького царя Менандра.
Вважається, що за Діодотидів Євтидем займав пост сатрапа Согдіани. Істрик Тарн вважав, що Євтидем одружився з дочкою Діодота I. А вже близько 230 року до н. е. Євтидем повалив владу Діодота II.
За Євтидема Селевкіди спробували повернути контроль над східними сатрапіями, що відкололись. 209 року до н. е., завдавши поразки парфянам, до Бактрії вторгся сирійський цар Антіох III Великий. Від самого початку Євтидем зробив ставку на тривалу війну, подібну до тієї, яку місцеві жителі вели у 329—327 роках до н. е. проти македонських військ. Антіох за три дні до битви біля річки Арій (Теджен) через розвідників довідався, що загін бактрійців цілодобово не очікує на переправу сирійських військ, а надвечір вирушає до найближчого міста на ночівлю. Тому сирійський цар ухвалив рішення про початок форсування річки ще до світанку. Коли бактрійська кіннота прибула до Арія, більша частина війська Антіоха вже переправилась. Одразу з ходу вершники Євтидема вдарили по сирійських військах, які ще до кінця не встигли вишикуватись у бойові порядки. Утім Антіох на чолі своєї гвардії-агеми зумів витримати перший натиск ворога. Контрнаступ решти сирійської армії очолив полководець етолієць Панетол. Селевкідська важкоозброєна кіннота зім'яла бактрійські лави та змусила їх тікати з поля бою. Більшість бактрійців було винищено чи потрапило у полон. Однак для Антіоха та битва також виявилась небезпечною: під ним загину кінь, а сам цар зазнав поранення у рот і втратив кілька зубів.
Євтидем відступив до своєї столиці — міста Балх, облога якого сирійськими загонами тривала близько двох років. Антіох III, імовірно втомлений важкою війною, вирішив відрядити до Євтидема свого наближеного Телея (співвітчизника Євтидема). Євтидем зумів переконати Телея, що сирійцям, ніби буде вигідно знищувати самостійне царство у Бактрії, оскільки на сході розміщені величезне військо диких кочівників (саків і массагетів). Антіох III уклав з Євтидемом мирну угоду. За її умовами за правителями Бактрії було офіційно визнано царський титул, хоч вони й мали прийняти верховну владу Селевкідів, а також спонсорувати індійську кампанію сирійського царя з наданням необхідного озброєння, в тому числі бойових слонів. Союз було скріплено шлюбом: син Євтидема Деметрій I одружився з дочкою Антіоха.
Зрештою Євтидем отримав усі підстави вважатись не лише легітимним правителем Бактрії та Согдіани серед решти греків, але й право остаточно стати постаттю, яка звільнила країну від зазіхань з боку близькосхідних монархій, як то було з часів Ахеменідів. Влада Євтидема була настільки популярною, що, судячи з даних нумізматики, навіть противники його наступників визнавали його авторитет як найбільш успішного греко-бактрійського правителя. Успіхи всередині держави позначились й у зовнішній політиці країни. Часи правління Євтидема стали періодом активної експансії до територій, що лежать на південь і південний схід. Було укладено мирні договори з Кангюєм й хуннуським шаньюєм Моду.
За свою успішну політику Євтидем отримав епітет Теос, тобто «Бог». Виходячи з цього епітета дослідники вважають, що Євтидема було обожнено.